# Luis Díaz Espinoza
Luis Mario Díaz Espinoza (Nicoya, Guanacaste, Costa Rica, 6 de diciembre de 1998) es un futbolista costarricense que juega como interior derecho en el New England Revolution de la Mayor League Soccer.

## Trayectoria
Díaz creció en el barrio Guadalupe de Nicoya y perteneció al equipo de Guanacasteca, donde después de entrenar tres días con el alto rendimiento del club, fue descartado por su tío quien dirigía esta escuadra. Salió de la categoría para reforzar la plantilla juvenil y fue en un partido amistoso frente al Municipal Grecia que Fernando Paniagua y el técnico Walter Centeno se interesaron en traer al futbolista al cuadro griego.

### Municipal Grecia
El 9 de enero de 2017, se hizo oficial la incorporación de Díaz al primer equipo de Grecia, para competir en la segunda categoría costarricense. Debutó en el Torneo de Clausura el 19 de febrero como sustitución por Byron Jiménez al minuto 75' contra Barrio México. El 28 de mayo se proclamó campeón de la temporada y su equipo subió a la Primera División para la siguiente campaña.
Se estrenó en la máxima categoría el 17 de septiembre de 2017, por la novena fecha del Torneo de Apertura ante Liberia, partido donde alineó como titular y salió al minuto 58' del triunfo a domicilio por 1-4. Anotó su primer gol el 12 de noviembre sobre el conjunto liberiano mediante un remate desde fuera del área al minuto 90' que sentenció la victoria por 4-0.

### C. S. Herediano
El 2 de enero de 2019, se oficializó el fichaje de Luis en el Herediano firmando un contrato de tres años. En su primera campaña del Torneo de Clausura, tuvo veintiún participaciones y colaboró con un gol, asimismo fue designado como el mejor jugador Sub-21.

### Columbus Crew S. C.
El 2 de julio de 2019, Díaz se unió al Columbus Crew de la Major League Soccer y pagó la cifra de un millón de dólares por su traspaso.

### Colorado Rapids
El 7 de septiembre de 2023, Luis Díaz fue fichado por el Colorado Rapids, sin embargo solo disputó 3 partidos, y fue desvinculado del equipo el 30 de noviembre.

### Deportivo Saprissa
El 27 de diciembre de 2023, Luis Díaz fue fichado por el Deportivo Saprissa por un contrato hasta diciembre de 2024.

### New England Revolution
El 2 de enero de 2025 firmó con el New England Revolution de la Major League Soccer (MLS). El traspaso se concretó con un contrato inicial de un año con opciones para 2026 y 2027.

## Selección nacional

### Categorías inferiores
El 10 de marzo de 2021, Díaz fue incluido en la lista final del entrenador Douglas Sequeira, para enfrentar el Preolímpico de Concacaf. El 18 de marzo inició como titular, jugó la totalidad de los minutos y fue el capitán del equipo frente a Estados Unidos en el Estadio Jalisco, donde se dio la derrota por 1-0. Tres días después asumió nuevamente un lugar en la estelaridad para el revés 3-0 ante México en el Estadio Akron. Este resultado dejó fuera a la selección costarricense de optar por un boleto a los Juegos Olímpicos de Tokio. El 24 de marzo completó su participación en el triunfo de trámite por 5-0 sobre República Dominicana.

#### Participaciones en juveniles
| Competición                     | Sede   | Resultado      | Partidos | Goles |
| ------------------------------- | ------ | -------------- | -------- | ----- |
| Preolímpico de Concacaf de 2020 | México | Fase de grupos | 3        | 0     |

### Selección absoluta
Entró por primera vez a una nómina oficial de la Selección de Costa Rica el 28 de agosto de 2019, para afrontar un juego amistoso. El 6 de septiembre hizo su debut en el amistoso celebrado en el Estadio Nacional contra Uruguay, donde ingresó de cambio al minuto 68' por Joel Campbell y el marcador terminó en derrota 1-2.
El 4 de octubre de 2019, es convocado por Ronald González para el inicio en la Liga de Naciones de la Concacaf. Realizó su debut en competencia oficial en la igualada contra Curazao (0-0) al ingresar de cambio en el segundo tiempo por Allan Cruz.
El 25 de junio de 2021, el director técnico Luis Fernando Suárez definió la lista preliminar con miras hacia la Copa de Oro de la Concacaf, en la que se destaca la convocatoria de Díaz. Fue ratificado en la lista definitiva del 1 de julio. Jugó los dos primeros partidos del grupo que finalizaron en victorias sobre Guadalupe (3-1) y Surinam (2-1). Fue suplente en el duelo contra Jamaica (1-0). El 25 de julio se presentó la eliminación de su país en cuartos de final por 0-2 frente a Canadá, duelo en el que quedó en la suplencia.
El 7 de octubre de 2021, se estrenó en la eliminatoria mundialista en el empate sin goles frente a Honduras y de visita en el Estadio Olímpico Metropolitano.

#### Participaciones internacionales
| Competición                             | Sede           | Resultado        | Partidos | Goles |
| --------------------------------------- | -------------- | ---------------- | -------- | ----- |
| Liga de Naciones de la Concacaf 2019-20 | Concacaf       | Cuarto lugar     | 1        | 0     |
| Copa de Oro de la Concacaf 2021         | Estados Unidos | Cuartos de final | 3        | 0     |

## Estadísticas

### Clubes
Actualizado al último partido jugado el 28 de septiembre de 2023.
| Club                            | Div.          | Temporada     | Liga  | Liga  | Liga   | Copas nacionales | Copas nacionales | Copas nacionales | Copas internacionales | Copas internacionales | Copas internacionales | Total | Total | Total  |
| Club                            | Div.          | Temporada     | Part. | Goles | Asist. | Part.            | Goles            | Asist.           | Part.                 | Goles                 | Asist.                | Part. | Goles | Asist. |
| ------------------------------- | ------------- | ------------- | ----- | ----- | ------ | ---------------- | ---------------- | ---------------- | --------------------- | --------------------- | --------------------- | ----- | ----- | ------ |
| Municipal Grecia · Costa Rica   |               |               |       |       |        |                  |                  |                  |                       |                       |                       |       |       |        |
| 1.ª                             | 2017-18       | 27            | 2     | 2     | —      | —                | —                | —                | —                     | —                     | 27                    | 2     | 2     |        |
| 1.ª                             | 2018-19       | 18            | 0     | 4     | —      | —                | —                | —                | —                     | —                     | 18                    | 0     | 4     |        |
| Total club                      | Total club    | 45            | 2     | 6     | 0      | 0                | 0                | 0                | 0                     | 0                     | 45                    | 2     | 6     |        |
| C. S. Herediano · Costa Rica    |               |               |       |       |        |                  |                  |                  |                       |                       |                       |       |       |        |
| 1.ª                             | 2018-19       | 21            | 1     | 2     | —      | —                | —                | 2                | 0                     | 0                     | 23                    | 1     | 2     |        |
| Total club                      | Total club    | 21            | 1     | 2     | 0      | 0                | 0                | 2                | 0                     | 0                     | 23                    | 1     | 2     |        |
| Columbus Crew 2 Estados Unidos  |               |               |       |       |        |                  |                  |                  |                       |                       |                       |       |       |        |
| 3.ª                             | 2023          | 2             | 0     | 0     | —      | —                | —                | —                | —                     | —                     | 2                     | 0     | 0     |        |
| Total club                      | Total club    | 2             | 0     | 0     | 0      | 0                | 0                | 0                | 0                     | 0                     | 2                     | 0     | 0     |        |
| Columbus Crew Estados Unidos    |               |               |       |       |        |                  |                  |                  |                       |                       |                       |       |       |        |
| 1.ª                             | 2019          | 13            | 2     | 3     | —      | —                | —                | —                | —                     | —                     | 13                    | 2     | 3     |        |
| 1.ª                             | 2020          | 22            | 0     | 5     | 4      | 0                | 0                | —                | —                     | —                     | 26                    | 0     | 5     |        |
| 1.ª                             | 2021          | 19            | 1     | 0     | —      | —                | —                | 4                | 0                     | 1                     | 23                    | 1     | 1     |        |
| 1.ª                             | 2022          | 26            | 3     | 5     | —      | —                | —                | —                | —                     | —                     | 26                    | 3     | 5     |        |
| 1.ª                             | 2023          | 4             | 0     | 0     | 0      | 0                | 0                | —                | —                     | —                     | 4                     | 0     | 0     |        |
| Total club                      | Total club    | 84            | 6     | 13    | 4      | 0                | 0                | 4                | 0                     | 1                     | 92                    | 6     | 14    |        |
| Colorado Rapids Estados Unidos  |               |               |       |       |        |                  |                  |                  |                       |                       |                       |       |       |        |
| 1.ª                             | 2023          | 3             | 0     | 0     | —      | —                | —                | —                | —                     | —                     | 3                     | 0     | 0     |        |
| Total club                      | Total club    | 3             | 0     | 0     | 0      | 0                | 0                | 0                | 0                     | 0                     | 3                     | 0     | 0     |        |
| Deportivo Saprissa · Costa Rica |               |               |       |       |        |                  |                  |                  |                       |                       |                       |       |       |        |
| 1.ª                             | 2023-24       | 0             | 0     | 0     | 0      | 0                | 0                | 0                | 0                     | 0                     | 0                     | 0     | 0     |        |
| Total club                      | Total club    | 0             | 0     | 0     | 0      | 0                | 0                | 0                | 0                     | 0                     | 0                     | 0     | 0     |        |
| Total carrera                   | Total carrera | Total carrera | 155   | 9     | 21     | 4                | 0                | 0                | 4                     | 0                     | 1                     | 165   | 9     | 22     |
| 1. 2. Fuente:Transfermarkt      |               |               |       |       |        |                  |                  |                  |                       |                       |                       |       |       |        |

### Selección de Costa Rica
Actualizado al último partido jugado el 7 de octubre de 2021.
| Costa Rica |                 |   |   |   |   |   |   |   |   |
| 2019 | 1               | 0 | — | — | 1 | 0 | 2 | 0 |   |
| 2020 | —               | — | — | — | 3 | 0 | 3 | 0 |   |
| 2021 | 3               | 0 | 1 | 0 | — | — | 4 | 0 |   |
| Total selección | Total selección | 4 | 0 | 1 | 0 | 4 | 0 | 9 | 0 |
| (1) Incluye datos de la Liga de Naciones de la Concacaf (2019) / Copa Oro de la Concacaf (2021). (2) Incluye datos de la Eliminatoria de Concacaf para la Copa Mundial (2021). |                 |   |   |   |   |   |   |   |   |

## Palmarés

### Títulos nacionales
| Título                         | Club               | País           | Año  |
| ------------------------------ | ------------------ | -------------- | ---- |
| Segunda División de Costa Rica | Municipal Grecia   | Costa Rica     | 2017 |
| MLS Cup                        | Columbus Crew      | Estados Unidos | 2020 |
| Primera División de Costa Rica | Deportivo Saprissa | Costa Rica     | 2024 |

### Distinciones individuales
| Distinción                                                                            | Año  |
| ------------------------------------------------------------------------------------- | ---- |
| Mejor jugador Sub-21 de la Primera División de Costa Rica del Torneo de Clausura 2019 | 2019 |